# Möwe Bay
Möwe Bay este un oraș din Namibia, aflat la 70 de km de Terracebaai.